# Николаевская Шиленгская церковь
Никола́евская Ши́ленгская церковь — приходская церковь Вологодской епархии Русской православной церкви в Междуреченском районе Вологодской области. В церкви сохранились фрески XVII века. Закрыта в 1920-х годах. С 2009 года восстанавливается.

## Местоположение
Николаевская Шиленгская церковь своё название получила по Шиленгской волости, в которой была основана. Рядом с церковью течёт река Шилекша. Сама же река Шиленга, давшая, в свою очередь, название волости, протекает лишь в 3 км от храма. Сама церковь находится не в селении, а на возвышенности (горе) по просёлочной дороге (в старину эта дорога называлась каменкой, потому что по ней шёл известковый камень из-под Солигалича в Вологду) в центре крестообразно расположенных четырёх селений, из которых каждое отстоит от неё не далее полукилометра. Селения окружающие церковь : деревня Ряпалово — с севера, деревня Хожаево — с запада, деревня Алексеево — с юга, деревня Гаврилково — с востока. Церковь находится в 65 км на восток от Вологды, и в 60 км — на северо-восток Грязовца.

## История
В жизнеописании Преподобного Арсения Комельского упоминается, что в 7046 (1538) году во время разорения казанскими татарами вологодских пределов, жители Шилегодской волости, начали переселяться к речке Шилекше. И первая церковь была построена здесь же, в кругу главной оседлости шилегжан, которые в начале XVI века были уже христианами.
Существуют легенды, что на месте церкви некогда действовал монастырь, однако точных сведений о его основании, функционировании и закрытии нет. Первое достоверное упоминание о храме относится к 1620 году. К тому моменту были построены две деревянные церкви — Холодная во имя Святителя и Чудотворца Николая и Тёплая во имя Святителя Леонтия Ростовсково. В 1762 году деревянная Николаевская церковь сгорела от удара молнии и в 1763 году было начато строительство нового деревянного храма. Новая деревянная Николаевская церковь просуществовала до 1851 года, когда епархией было принято решение её разобрать и на этом месте построить каменную холодную церковь с таковою же в одной связи колокольней. Тёплая каменная церковь была построена ещё в 1792 году на месте сгоревшей деревянной тёплой церкви. Ежегодно вокруг церкви проходили два общественных крестных хода: первый — на второй день Св. Пасхи, второй — 1 августа (для водоосвящения в р. Шилекше).
В 1920-х годах церковь закрыли. Холодную церковь стали использовать в качестве склада. До наших дней она дошла в полуразрушенном состоянии, однако фрески, на стенах остались практически невредимыми. В 2009 году холодную церковь начали восстанавливать. В свою очередь, использовавшаяся под мастерскую тёплая церковь практически разрушена, и на сегодняшний день практически разобрана.

## Описание
Храм был построен по образцу древнего византийского штиля. Длина здания — около 40 м. Железный четырёхконечный крест был вызолочен листовым двойным золотом. Всего в церкви было 7 колоколов, самый большой из которых весил около 700 кг. В церкви было много древних икон, но без надписей. Лишь на иконе Страшного Суда есть надпись, что она написана 14 сентября 7200 (1692) года.